# Sō Fujitani
Sō Fujitani (jap. 藤谷 壮, Fujitani Sō; * 28. Oktober 1997 in Kōbe, Präfektur Hyōgo) ist ein japanischer Fußballspieler.

## Karriere

### Verein
Sō Fujitani erlernte das Fußballspielen in der Jugendmannschaft von Vissel Kōbe. Hier unterschrieb er 2013 auch seinen ersten Profivertrag. Der Verein aus Kōbe spielte in der höchsten Liga des Landes, der J1 League. 2019 gewann er mit dem Club den Kaiserpokal. Im Endspiel siegte man gegen die Kashima Antlers mit 2:0. Anfang 2020 gewann er mit Vissel den Supercup. Gegen den japanischen Meister von 2019, die Yokohama F. Marinos, gewann man im Elfmeterschießen mit 6:5. Im Januar 2021 wechselte er in die zweite Liga. Hier schloss er sich Giravanz Kitakyūshū an. Am Ende der Saison 2021 stieg er mit dem Verein aus Kitakyūshū als Tabellenvorletzter in die dritte Liga ab. Nach insgesamt 47 Ligaspielen wechselte er zu Beginn der Saison 2023 zum ebenfalls in der dritten Liga spielenden Matsumoto Yamaga FC.

### Nationalmannschaft
Sō Fujitani spielte 14-mal in der U18, sechsmal in der U19, zweimal in der U20 und achtmal in der U21-Nationalmannschaft.

## Erfolge
Vissel Kōbe
- Japanischer Pokalsieger: 2019
- Japanischer Supercup-Sieger: 2020